# Léo Lacroix
Léo Lacroix, född 26 november 1937, är en fransk före detta alpin skidåkare.
Lacroix blev olympisk silvermedaljör i störtlopp vid vinterspelen 1964 i Innsbruck.